# Regionaal Historisch Centrum
Een Regionaal Historisch Centrum (RHC) is de algemene naam van een cultuurhistorische instelling die via het beheer en beschikbaar stellen van diverse historische bronnen het onderzoek naar de historie in alle mogelijke vormen wil bevorderen. Vaak komt een RHC voort uit een fusie van twee of meer culturele instellingen in een bepaalde regio die voorheen in afzonderlijke disciplines werkzaam waren: archiefdiensten, bibliotheken, musea of documentatiecentra op een specifiek terrein. Veel RHC's fungeren als een openbaar lichaam welke haar juridische grondslag vindt in een Gemeenschappelijke Regeling.
De term werd oorspronkelijk gebruikt als soortnaam voor de nieuwe instellingen die op provinciaal niveau moesten ontstaan uit de fusies van de Rijksarchieven in de provincies met andere culturele instellingen. Hieruit ontstonden diensten die in algemene zin als "Regionaal Historisch Centrum" worden aangeduid, maar in naamgeving vaak sterk afwijken.
Sindsdien werden ook andere fusies tussen regionale of lokale archiefdiensten met bibliotheken, musea of documentatiecentra aangeduid als "Regionaal Historisch Centrum", dat soms wel, soms gedeeltelijk en soms niet in de naamgeving terugkeerde. In andere gevallen nam een gemeentearchief van een bepaalde gemeente het (statische) archiefbeheer van omringende gemeenten over, waarna de naamgeving "Gemeentearchief ..." niet meer voldeed en ook op een meer algemenere benaming werd overgegaan. In beide gevallen zijn de nieuwe diensten vaak herkenbaar aan aanduidingen als "Historisch Centrum ..." of "Regionaal Archief ...".

## Lijst van RHC's
Dikgedrukte archieven fungeren tevens als rijksarchieven.
N.B. deze lijst is onvolledig. Ook worden over het algemeen administratieve voorgangers van de benoemde gebieden bewaard in hetzelfde RHC, maar dit is niet altijd het geval, zeker niet bij de waterschappen (de nieuwe waterschappen zijn vaak provincie-overschrijdende fusies waarbij de oude waterschappen in hun eigen provincie-archieven worden bewaard). 
| Naam archief                                            | Archief voor de volgende gebieden en hun administratieve voorgangers |
| ------------------------------------------------------- | --- |
| Brabants Historisch Informatie Centrum                  | Provincie Noord-Brabant en de gemeenten Bernheze, Boekel, Boxmeer, Land van Cuijk, Meijerijstad, Maashorst, Oss, St. Michielsgestel en Vught. En de waterschappen Aa en Maas en De Dommel. |
| Regionaal Historisch Centrum Eindhoven                  | Zuidoost-Brabant, oftewel de gemeenten Asten, Bergeijk, Best, Bladel, Cranendonck, Deurne, Eersel, Eindhoven, Geldrop-Mierlo, Helmond, Heeze-Leende, Laarbeek, Nuenen, Oirschot, Reusel-De Mierden, Someren, Son en Breugel, Valkenswaard, Veldhoven en Waalre.                                                                                   |
| Regionaal Archief Tilburg                               | Gemeente Tilburg, Alphen-Chaam, Baarle-Nassau, Dongen, Drimmelen, Geertruidenberg, Gilze en Rijen, Goirle, Hilvarenbeek, Loon op Zand, Oisterwijk, Oosterhout en Waterschap De Dongestroom |
| Streekarchief Langstraat Heusden Altena                 | De gemeenten Altena, Heusden en Waalwijk. |
| Drents Archief                                          | Provincie Drenthe en al haar gemeenten en waterschap Vechtstromen. |
| Het Flevolands Archief                                  | Provincie Flevoland, Waterschap Zuiderzeeland en de gemeenten Dronten, Lelystad, Urk, Zeewolde. De gemeenten Almere en Noordoostpolder beheren hun eigen archieven. |
| Gelders Archief                                         | Provincie Gelderland en de gemeenten Arnhem, Renkum, Rheden en Rozendaal, Overbetuwe en het Vallei en Veluwe. En Waterschap Vallei en Eem. |
| Regionaal Archief Rivierenland                          | De gemeenten Buren, Culemborg, Maasdriel, Neder-Betuwe, Tiel, West Betuwe en Zaltbommel en waterschap Rivierenland. |
| Regionaal Archief Zutphen                               | De gemeenten Brummen, Lochem en Zutphen |
| Groninger Archieven                                     | Provincie Groningen, Gemeente Groningen en Waterschap Noorderzijlvest |
| Historisch Centrum Limburg                              | Provincie Limburg en de gemeenten Beek, Beekdaelen, Brunssum, Eijsden-Margraten, Gulpen-Wittem, Heerlen Landgraaf, Meerssen, Simpelveld, Vaals, Valkenburg aan de Geul, Voerendaal, en Waterschap Limburg De overige gemeenten beheren hun eigen gemeentearchief.                                                                                 |
| RHIDOC Maasgouw                                         | Gemeente Maasgouw |
| Historisch Centrum Overijssel                           | Provincie Overijssel en de gemeenten Deventer, Zwolle, Dalfsen, Olst-Wijhe en Zwartewaterland, en waterschap Drents-Overijsselse-Delta. |
| Noord-Hollands Archief                                  | Provincie Noord-Holland en de gemeenten Aalsmeer, Beverwijk, Bloemendaal, Haarlem, Haarlemmermeer, Heemskerk, Heemstede, Uitgeest, Uithoorn, Velsen en Zandvoort. |
| Regionaal Archief Alkmaar                               | Hoogheemraadschap Hollands Noorderkwartier en de gemeenten Alkmaar, Bergen, Castricum, Dijk en Waard, Heiloo, Den Helder, Hollands Kroon, Schagen en Texel. |
| Waterlands Archief                                      | Regio Waterland, oftewel de gemeenten Edam-Volendam, Landsmeer, Purmerend, Waterland en Wormerland |
| Tresoar                                                 | Provincie Friesland en al haar gemeenten, en Wetterskip Fryslân |
| Het Utrechts Archief                                    | Provincie Utrecht en de gemeenten Utrecht en Nieuwegein, en de DTB-gegevens van de RAZU-gemeenten. |
| (Regionaal) Archief Eemland                             | De gemeenten Amersfoort, Baarn, Eemnes, Leusden, Renswoude, Soest, Woudenberg |
| Regionaal Historisch Centrum Vecht en Venen             | De gemeenten; Stichtse Vecht, De Bilt en De Ronde Venen |
| Regionaal Historisch Centrum Rijnstreek en Lopikerwaard | Hoogheemraadschap De Stichtse Rijnlanden en de gemeenten; Bodegraven-Reeuwijk, Lopik, Montfoort, Oudewater, Woerden en IJsselstein |
| Regionaal Archief Zuid-Utrecht (RAZU)                   | Bunnik, Houten, Rhenen, Utrechtse Heuvelrug, Vijfheerenlanden en Wijk bij Duurstede |
| Zeeuws Archief                                          | Provincie Zeeland, Waterschap Scheldestromen en de gemeenten Kapelle, Middelburg, Schouwen-Duiveland, Sluis (sinds 2025), Veere, Vlissingen en Terneuzen, en de DTB-akten van de gemeente Hulst. Borsele, Goes, Noord-Beverland en Reimerswaal zijn verenigd in Beeldbank De Bevelanden. Hulst en Tholen beheren elk hun eigen gemeentearchieven. |
| Zuid-Holland                                            | Zuid-Holland heeft als enige provincie geen provinciaal archief. Het archief van de provincie Zuid-Holland wordt bewaard in het Nationaal Archief in Den Haag. Zuid-Holland is de provincie van stadsarchieven die over tijd RHC's zijn geworden.                                                                                                 |
| Stadsarchief Delft                                      | De gemeenten Delft, Midden-Delfland, Pijnacker-Nootdorp en Rijswijk. |
| Gemeentearchief Den Haag                                | De gemeenten Den Haag en Leidschendam-Voorburg |
| Regionaal Archief Dordrecht                             | De gemeenten Alblasserdam, Binnenmaas, Cromstrijen, Hardinxveld-Giessendam, Hendrik-Ido-Ambacht, Korendijk, Molenwaard, Papendrecht, Sliedrecht, Strijen en Zwijndrecht |
| Regionaal Archief Gorinchem                             | De gemeenten Gorinchem, Giessenlanden, Leerdam en Lingewaal en het voormalig Hoogheemraadschap van de Alblasserwaard en de Vijfheerenlanden. |
| Erfgoed Leiden en Omstreken                             | De gemeenten Hillegom, Kaag en Braassem, Katwijk, Leiden,Leiderdorp, Lisse, Nieuwkoop, Noordwijk, Oegstgeest, Teylingen en Zoeterwoude |
| Streekarchief Midden-Holland                            | De gemeenten Gouda, Krimpen aan den IJssel, Krimpenerwaard, Waddinxveen en Zuidplas. |
| Stadsarchief Rotterdam                                  | De gemeenten Albrandswaard, Barendrecht, Lansingerland, Ridderkerk en Rotterdam en waterschap Hollandse Delta. |